# Batterie de Sundås
La batterie de Sundås était une batterie côtière située  à Stokke de la municipalité de Sandefjord dans le comté de Vestfold, en Norvège.

## Description
Commencée en 1898 et achevée en 1900, la batterie est située sur  le côté ouest du Tønsbergfjord, au sud de Tønsberg. Elle a été construite à l'origine, avec le fort d'Håøya, pour protéger l'entrée du Vestfjord afin d'empêcher une flotte attaquante d'entrer dans le port de la Marine à Melsomvik (en) et de se rendre à Tønsberg. La zone porte la marque d'avoir également été utilisée à des fins de fortification, avec des traces d'escaliers de terrain plus anciens et de structures de maçonnerie encore visibles.
À l'époque, l'installation se composait de trois positions de canons, de deux postes de guet, d'un poste de commandement, d'une poudrière, de casernes, de puits et de la route menant à la batterie elle-même. A l'exception de la caserne, ces bâtiments et positions sont bien conservés à ce jour et constituent un formidable terrain de randonnée et une belle vue qui nous rappelle que la Norvège et la Suède n'ont pas toujours été d'aussi bons voisins.
Les canons étaient deux Krupp L/25 de 10 000 m (canons du milieu et du sud) d'une portée d'environ 10 000 m, tous deux issus de la corvette Ellida et un  canon Krupp L/25 de 150 mm (canon du nord) avec un portée de 9 000 m (pour couvrir Tjømekjæla et Vrengen avec Håøya). Lee fort d'Håøya avaient six canons de campagne de 84 mm et quatre mitrailleuses Hotchkiss.
La batterie de Sundås a été créée à la suite d'une recommandation sur la défense de la région de Tønsberg soumise par une commission créée par décret royal res. du 11 juin 1891. La planification de la batterie de Sundås a commencé en 1898 et la batterie a été en grande partie achevée en 1900. Une fois terminée, la batterie a été incorporée dans l'artillerie côtière nouvellement créée . Dans le cadre de la Dissolution de la Suède-Norvège en 1905, une mobilisation partielle a été lancée, qui a duré jusqu'au 11 octobre lorsque les fortifications de Tønsberg ont reçu l'ordre de se démobiliser.
Dans les années 1920, le fort est mis en réserve et ne sera plus jamais utilisé par la suite. Au début de la Seconde Guerre mondiale, les canons de Sundås ont été démantelés et déplacés vers d'autres forts côtiers par la puissance occupante allemande. La zone a été gérée par la défense jusqu'en 1962, date à laquelle un accord a été conclu avec la municipalité sur la surveillance et l'entretien et en 2005, la batterie a été vendue avec une clause de conservation à la municipalité de Stokke.

## Galerie

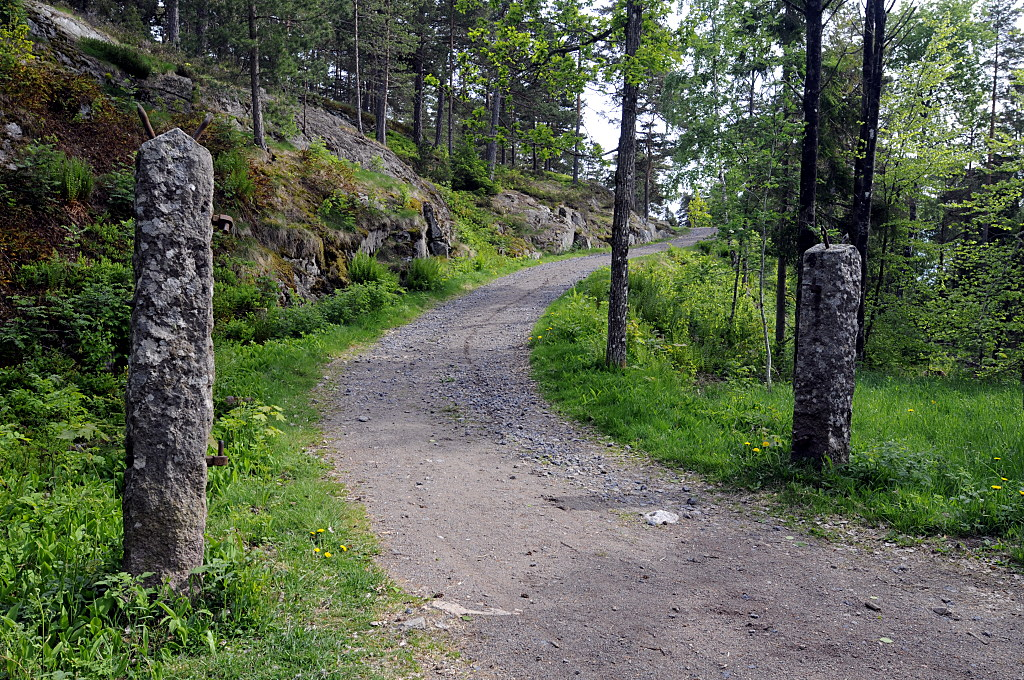
Route de la batterie
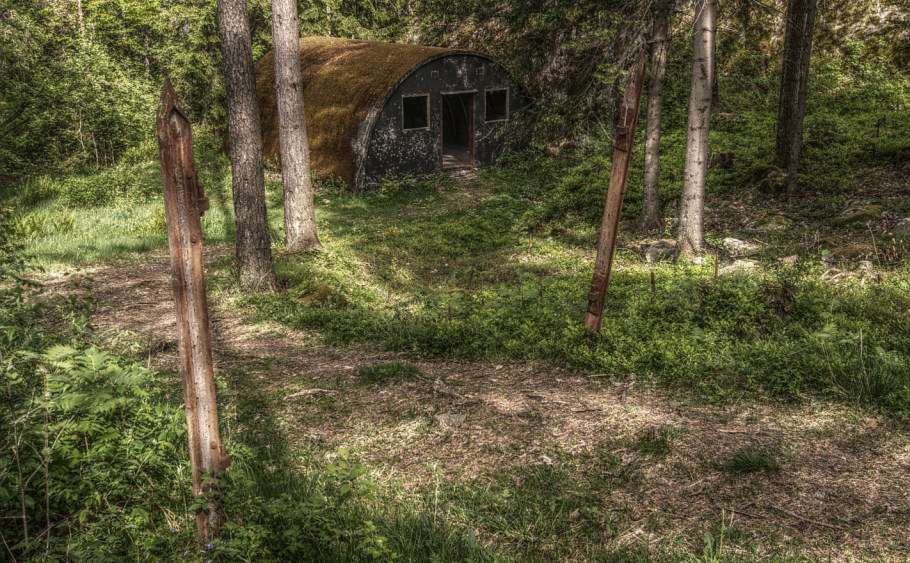
Poudrière
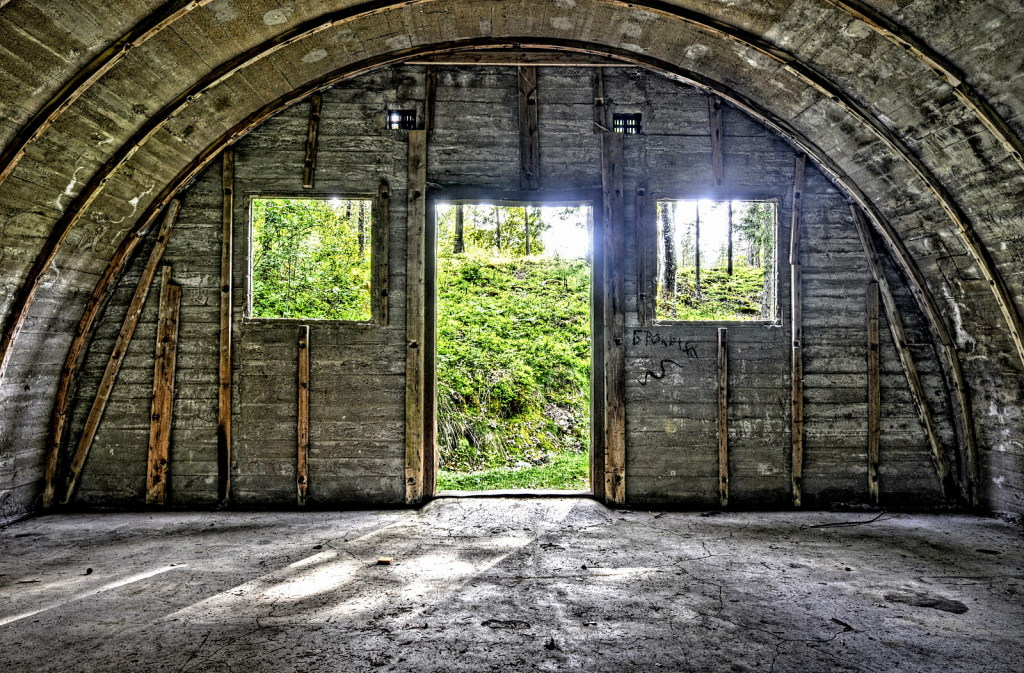
Intérieur de la poudrière
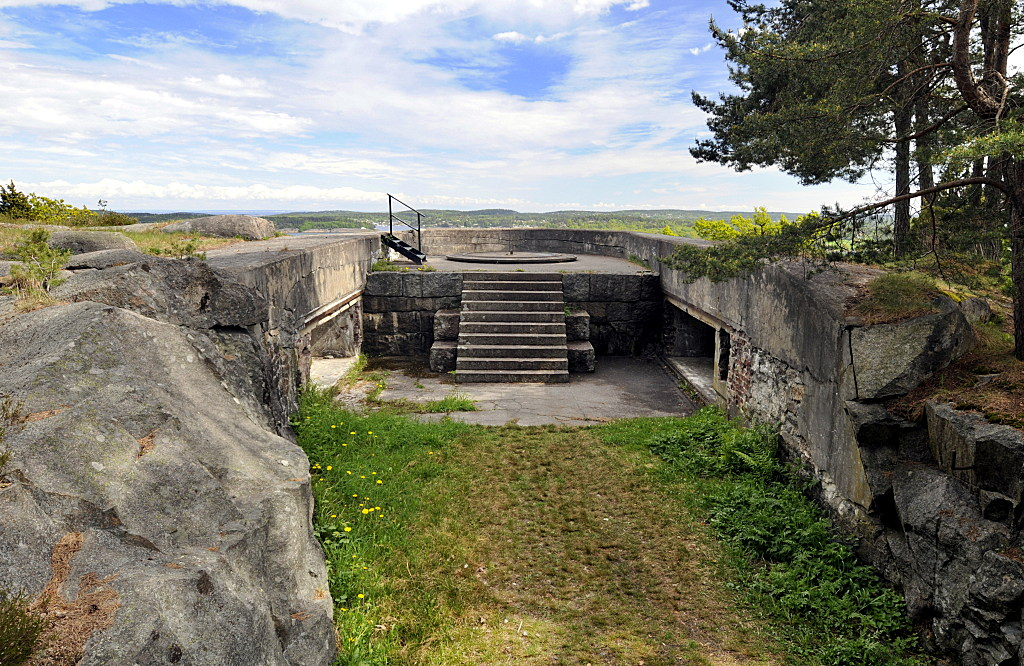
Midtre kanonstilling, Nøtterøy og Tjøme i bakgrunnen.
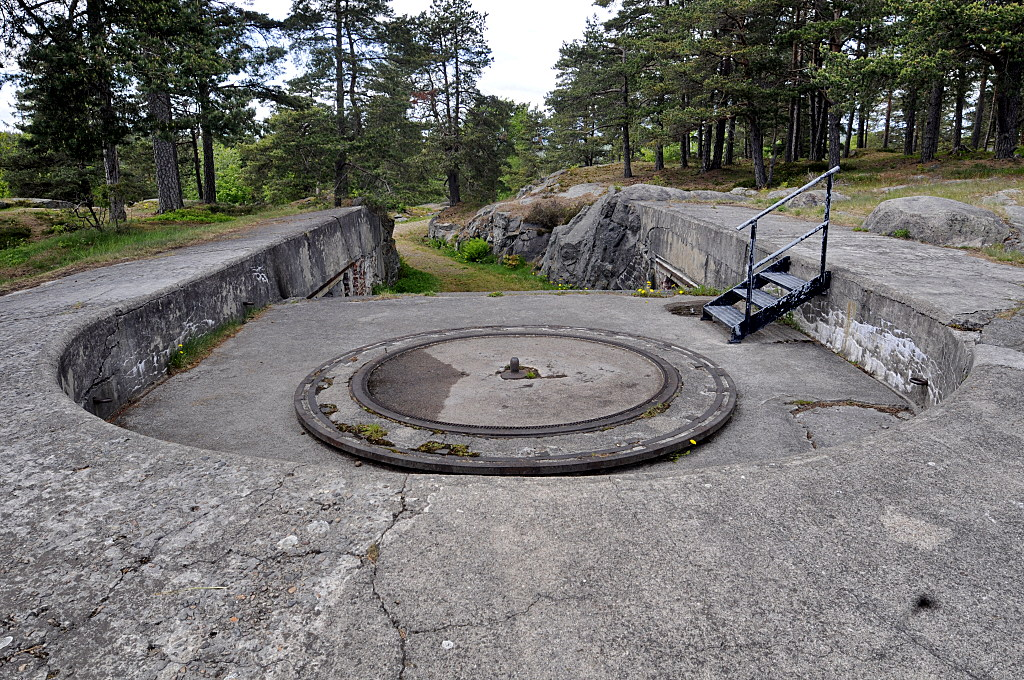
Position centrale

### Source de la traduction
- (en) Cet article est partiellement ou en totalité issu de l’article de Wikipédia en anglais intitulé « Sundås batteri » (voir la liste des auteurs).